# Lyonie
Lyonie (Lyonia) je rod rostlin, patřící do čeledi vřesovcovité. Zahrnuje 38 druhů a je rozšířen v Asii a Severní Americe.

## Druhy
- Lyonia elliptica
- Lyonia jamaicensis
- Lyonia maestrensis
- Lyonia octandra